# Lingua estinta
Una lingua estinta o lingua conclusa è una lingua che non ha più locutori nativi. Normalmente ciò avviene quando una lingua è soggetta a estinzione linguistica e viene direttamente sostituita da una lingua diversa: ad esempio, il copto è stato sostituito dall'arabo e molte lingue native americane sono state sostituite da inglese, francese, spagnolo e portoghese.
La definizione "lingua morta" si riferisce comunemente anche a una lingua più antica che è cambiata significativamente, evolvendosi in un nuovo e autonomo gruppo linguistico, di cui risulti ormai completato il processo di separazione linguistico. Il latino, ad esempio, è una lingua conclusa, non avendo locutori nativi, ma è la base del latino volgare, il quale evolse nelle moderne lingue romanze.
In alcuni casi una lingua estinta rimane in uso per funzioni scientifiche, legali o ecclesiastiche. Il latino, l'antico slavo ecclesiastico, il copto, il ge'ez sono fra le tante lingue estinte usate come lingue sacre o, in qualche caso, oggetto tradizionale di insegnamento. La lingua latina, ad esempio, sebbene formalmente estinta in quanto non esistono più locutori madrelingua, è stata riclassificata lingua storica: viene insegnata in vari Paesi ed è una delle lingue ufficiali della Città del Vaticano.

## Rivitalizzazioni
Una lingua che ha locutori nativi in vita è chiamata lingua viva. Al 2024, secondo le varie edizioni di Ethnologue, sono conosciute oltre 7100 lingue vive.
In almeno un caso, rappresentato dall'ebraico, una lingua liturgica estinta è stata rianimata per ridiventare lingua viva. Ci sono stati altri tentativi di rivitalizzazione linguistica (ad esempio, il mannese e il cornico), ma il loro successo è stato dibattuto, non essendo chiaro se diventeranno mai la lingua nativa comune di una comunità di locutori.